# 垣鼻町
垣鼻町（かいばなちょう）は、三重県松阪市の町名。2015年（平成27年）10月1日現在の面積は0.944591246km2。
「垣鼻」という地名は松阪中心部への入り口を意味するとされ、伊勢暴動の際には松阪の町を制圧した農民軍の集結地となった。

## 地理
松阪市北東部、松阪市中心市街地の南東部に位置する。地形的には金剛川中流部、左岸平地に位置する。町内は住宅地・商業地・工業地が入り交じり、南部は特に宅地開発が進んでいるが、水田も残っている。町の北寄りをJR紀勢本線と近鉄山田線が並行して通り、中央を伊勢参宮街道が貫いている。
- 河川 - 名古須川[9]、金剛川[8]

北は清生町・宮町（飛地）、北東は幸生町、東は大津町・田原町、南は下村町・久保町、南西は駅部田町、西は春日町三丁目・春日町一丁目・愛宕町一丁目、北西は挽木町と接する。

## 歴史

### 近世まで
海会寺（かいえいじ）裏手の小字小久保の台地では、地元の小中学生が土器を採取し、小久保遺跡という4世紀から5世紀にかけての遺跡であることが確認された。1979年（昭和54年）の調査では竪穴建物と掘立柱建物の跡や須恵器が発掘された。小久保遺跡から北へ約100 m離れた久保中学校でも土器が出土しており、広範囲に広がる集落が形成されていたようである。
垣鼻の名は正応6年9月（ユリウス暦：1293年10月）の奥書を持つ『石津郷思寺山継松寺儀軌』に登場し、垣鼻村から三宝荒神社の供物料を納めるよう命が下り、米3石を継松寺へ納めたという。ただし、この奥書の日付には疑義がある。時代は下って永禄11年11月11日（ユリウス暦：1568年11月29日）付の人夫状に「かいはな 次郎太郎」という文字があり、沢氏から人夫が催促されている。このことから、当時の垣鼻村は沢氏の所領である神戸郷に属していたと考えられる。
近世には伊勢国飯高郡東岸江組に属し、紀州藩松坂城代の配下にあった。近世の垣鼻は、松坂城下町を構成する垣鼻町（かいばなまち、町人地）と城下近在の農村である垣鼻村の2つに分かれていたが、垣鼻町の地籍は垣鼻村の一部として扱われ、人家は湊町年寄の支配を受けるという城下町と農村の中間形態をとっていた。新田開発が行われたため、村高は時代を追うごとに増加し、『文禄3年高帳』では665石余、『元禄郷帳』では797石余、『天保郷帳』と『旧高旧領取調帳』では916石余であった。筵（むしろ）の生産が行われ、神宮式年遷宮に際して神戸六郷の1つとしてござ231枚を納めた。伊勢参宮街道沿いの村として明和8年（1771年）のお蔭参りの際に粥の炊き出しを行い、参宮客向けの見世物「胎み女人形」の上演、特産「徳和の白酒」の生産もあった。ホタルの生息地であったため江戸時代の中期には「蛍茶屋」なる店が流行し、村内の黄檗宗海会寺では文人墨客を集めた観月会を開くなど風流な文化も花開いた。

### 近代
明治に入ってすぐに垣鼻町は隣接する愛宕町に吸収され、垣鼻村には寺子屋だった個人宅に人民共立学校が設立された。1876年（明治9年）、垣鼻学校（現・松阪市立第五小学校）が開校した。同年12月18日、飯野郡魚見村（現・松阪市魚見町）で伊勢暴動が発生、櫛田川の河原に集まった農民は三重県庁の出張所がある松坂へ向けて進軍、12月19日午後1時に松坂の町へ侵入して三井銀行を焼き討ちにし、垣鼻村では戸長宅を破壊した。約1万人の農民軍（一揆隊）は松坂を制圧したが、垣鼻村の海会寺野（荒木野）にとどまったため、12月20日午後に県庁から派遣された士族との戦いに敗北した。ここで一揆隊は県令宛ての嘆願書を渡し解散したが、別の一揆隊が北上を続け、最終的に愛知県や岐阜県へも暴動が拡大した。
『垣鼻村地誌』によると、1883年（明治16年）の垣鼻村の産物は菜種、実綿、荷棒、清酒であり、産業別戸数は農業の合間に商業を行う者が107戸、専業農家が30戸で以下農業の合間に工業を行う者と旅籠を営むものが各6戸で、料理屋も1戸あった。1889年（明治22年）に町村制が施行されると、垣鼻村は一部が松阪町に編入され、残部は神戸村の大字垣鼻となった。当時の大字垣鼻の面積は121町余（≒120 ha）で、うち田が60町余（≒59.5 ha）、畑が29町余（≒28.8 ha）であった。
大正時代以降、垣鼻では住宅が増加し、工場の進出も進んだ。具体的には1919年（大正8年）の伊勢繭糸商会、1921年（大正10年）の関西製糸松阪工場、1940年（昭和15年）の興和紡績松阪工場であり、特に関西製糸は松阪地方最大規模の工場であった。

### 現代
第二次世界大戦が終結すると、伊勢暴動の舞台となった海会寺野（荒木野）で「南部振興事業」が行われ、野が開拓された。1947年（昭和22年）には松阪労働基準監督署と松阪市立東中学校が設立されたが、労働基準監督署は翌1948年（昭和23年）に移転し、東中学校は同年に南中学校の一部と統合し、久保中学校となった。また松阪大火で火元となった第二小学校が垣鼻のいすずゴム工場を借用して仮校舎とし、三重県松阪南高等学校（現・三重県立松阪高等学校）も垣鼻に設置されるなど文教地区化した。その後、1953年（昭和28年）に一部が分離して茶与町などの新町が誕生し、残部は松阪市垣鼻町となった。1954年（昭和29年）、1959年（昭和34年）にも一部を切り離しており、垣鼻町は面積を減少させている。
垣鼻町で永らく操業し、綿糸の生産を続けてきた興和紡績松阪工場は1996年（平成8年）11月30日に操業を休止した。休止直前の従業員は約60人で34台の精紡機が稼働し年産は5億8千万円であった。松阪工場の休止に伴い、興和紡績は紡績業から撤退した。工場の跡地は宅地とパチンコ店となった。

### 沿革
- 1889年（明治22年）4月1日 - 町村制の施行により、飯高郡神戸村大字垣鼻となる。
- 1896年（明治29年）4月1日 - 飯高郡が飯野郡と合併し、飯南郡神戸村大字垣鼻となる。
- 1931年（昭和6年）4月1日 - 神戸村が松阪町に編入され、飯南郡松阪町大字垣鼻となる。
- 1933年（昭和8年）2月1日 - 松阪町が市制施行、松阪市大字垣鼻となる。
- 1953年（昭和28年）5月1日 - 大字垣鼻から愛宕町・茶与町・長月町・南町・春日町が分離し、残部が松阪市垣鼻町となる[2]。
- 1954年（昭和29年）3月5日 - 一部が分離し、愛宕町（一 - 四丁目）・長月町・平生町・五十鈴町となる[21]。
- 1959年（昭和34年）
  - 4月1日 - 春日町の一部を垣鼻町に編入する[22]。
  - 7月21日 - 一部が分離し春日町三丁目となり、春日町の一部を垣鼻町に編入する[23]。

### 町名の由来
『勢陽五鈴遺響』によれば、松坂城下町の垣根の先（鼻）にあることから命名されたとされる。『松阪雑集補遺』によれば、松坂城下町ではなく、神宮寺の垣根の先にあることから、と説明している。
垣鼻の旧表記には、垣花、加井花、か井はな、かいはながある。

### 町名の変遷
| 実施後 | 実施年月日               | 実施前                                                                               |
| ------ | ------------------------ | ------------------------------------------------------------------------------------ |
| 垣鼻町 | 1953年（昭和28年）5月1日 | 大字垣鼻のうち愛宕町・茶与町・長月町・南町・春日町となる地域および復興地区を除く地域 |

## 世帯数と人口
2019年（令和元年）9月1日現在の世帯数と人口は以下の通りである。
| 町丁   | 世帯数    | 人口    |
| ------ | --------- | ------- |
| 垣鼻町 | 1,403世帯 | 2,793人 |

### 人口の変遷
1869年以降の人口の推移。なお、1990年以後は国勢調査による推移。
| 1869年（明治2年）  | 372人   | [ 8 ] [ 9 ] [ 注 1 ] |  |
| 1875年（明治8年）  | 582人   | [ 8 ]                |  |
| 1889年（明治22年） | 710人   | [ 8 ]                |  |
| 1975年（昭和50年） | 2,441人 | [ 8 ]                |  |
| 1980年（昭和55年） | 2,418人 | [ 11 ]               |  |
| 1990年（平成2年）  | 3,020人 | [ 24 ]               |  |
| 1995年（平成7年）  | 2,909人 | [ 25 ]               |  |
| 2000年（平成12年） | 2,934人 | [ 26 ]               |  |
| 2005年（平成17年） | 3,002人 | [ 27 ]               |  |
| 2010年（平成22年） | 2,766人 | [ 28 ]               |  |
| 2015年（平成27年） | 2,653人 | [ 29 ]               |  |

（注）垣鼻町の範囲は変遷しているため、一概に比較することはできない。

### 世帯数の変遷
1869年以降の世帯数の推移。なお、1990年以後は国勢調査による推移。
| 1869年（明治2年）  | 101戸     | [ 8 ] [ 9 ] |  |
| 1875年（明治8年）  | 160戸     | [ 8 ]       |  |
| 1889年（明治22年） | 135戸     | [ 8 ]       |  |
| 1980年（昭和55年） | 910世帯   | [ 11 ]      |  |
| 1990年（平成2年）  | 1,123世帯 | [ 24 ]      |  |
| 1995年（平成7年）  | 1,090世帯 | [ 25 ]      |  |
| 2000年（平成12年） | 1,176世帯 | [ 26 ]      |  |
| 2005年（平成17年） | 1,280世帯 | [ 27 ]      |  |
| 2010年（平成22年） | 1,202世帯 | [ 28 ]      |  |
| 2015年（平成27年） | 1,179世帯 | [ 29 ]      |  |

（注）垣鼻町の範囲は変遷しているため、一概に比較することはできない。

## 小・中学校の学区
市立の小・中学校に通学する場合、学区は以下の通りとなる。
| 町名   | 地域 | 小学校     | 中学校     |
| ------ | ---- | ---------- | ---------- |
| 垣鼻町 | 一部 | 第二小学校 | 久保中学校 |
| 垣鼻町 | 一部 | 第五小学校 | 久保中学校 |

上記のうち第二小学校と久保中学校は垣鼻町にあり、第五小学校も敷地の一部が垣鼻町に含まれる。なお、第五小学校は1876年（明治9年）から1882年（明治15年）まで「垣鼻学校」と称していた。

## 経済
2015年（平成27年）の国勢調査による15歳以上の就業者数は1,180人で、産業別では多い順に製造業（215人・18.2%）、卸売業・小売業（183人・15.5%）、医療・福祉（161人・13.6%）、建設業（104人・8.8%）、サービス業（79人・6.7%）となっている。
2014年（平成26年）の経済センサスによると、垣鼻町の全事業所数は146事業所、従業者数は1,164人である。具体的には卸売業・小売業が34、不動産賃貸業・管理業が19、建設業、医療・福祉が各16、サービス業が11、生活関連サービス業が15、教育・学習支援業が9、宿泊業・飲食サービス業が10、学術研究・専門・技術サービス業が6、製造業が4、複合サービス事業が3、鉱業・採石業・砂利採取業、電気業、道路貨物運送業が各1事業所となっている。全146事業所のうち97事業所が従業員4人以下の小規模事業所であるが、30人以上の事業所も8事業所ある。
2015年（平成27年）の農林業センサスによると農業集落「垣鼻」の農林業経営体数は6経営体（農業と林業の兼業が1経営体）、農家数は11戸（うち販売農家は5戸）、耕地面積は田が12 ha、畑が1 haである。

### 棒屋
近世から近代にかけての垣鼻に特徴的な商業として「棒屋」があった。棒屋とは、天秤棒を製造販売する店屋であり、販売範囲は安濃郡津（現・津市街）から答志郡磯部郷（現・志摩市磯部町）に及んだという。発祥は不明であるが、元は槍の柄を作っていたとされ、天秤棒以外にも鍬の柄も作っていた。
昭和初期には10軒の棒屋があり、戦後しばらくも6 - 7軒残っていたという。

## 交通

### 鉄道
JR紀勢本線と近鉄山田線が並行して通っているが、駅はない。最寄り駅は近鉄山田線東松阪駅。

### 路線バス
2018年（平成30年）現在、垣鼻町には三重交通と鈴の音バスが乗り入れ、市民センター前、柴田整形前、旭ヶ丘、久保中学校、松阪競輪場前、ぎゅーとら垣鼻店の6つのバス停がある。
三重交通（松阪営業所管内）
- 市民センター前[39]、柴田整形前バス停[42]
  - ■08系統 三重高校前（平日1便のみ）

鈴の音バス「市街地循環線」
- 旭ヶ丘、久保中学校、松阪競輪場前、ぎゅーとら垣鼻店バス停[40]
  - ■右回り JR松阪駅
  - ■左回り JR松阪駅

### 道路
- 三重県道37号鳥羽松阪線
- 三重県道60号伊勢松阪線
- 三重県道756号松阪環状線
- 伊勢参宮街道 - 沿線に商店が連なる[11]。

## 施設
公共機関
- 松阪市神戸地区市民センター

店・企業
- 青木材木店
- 池畑マグネット工業所
- 池山電気工業所
- 学研 かいばな教室
- 河合石油店
- 木村歯科商店
- 久能自動車
- 鈴木電気商会
- セブン-イレブン 松阪垣鼻町店
- 中電興業 松阪営業所
- 中部電力 松阪営業所[11]
- トップワン 松阪店
- 中村土建
- 西田自転車店
- 根来石材店
- 花井商店
- 平田工業
- 松阪垣鼻郵便局
- みえなか農業協同組合 神戸支店
- 焼肉千力 本店
- ぎゅーとら垣鼻店

医療機関
- かいばな内科クリニック
- 金児内科
- 柴田整形外科
- 志村医院
- 積木内科医院
- 継松歯科医院
- ふなだ歯科医院
- ぶらん歯科
- 村田動物病院

教育
- 松阪市立第二小学校[11]
- 松阪市立第五小学校（校庭部分）
- 松阪市立久保中学校[11]
- 三重県立松阪高等学校[11]

相談
- 長谷川純一税理士事務所[43]
- 平岡豊子税理士事務所[43]

宗教
- 海会寺
- 信楽寺（天台真盛宗）[11]
- 神戸神社[11]
- 御乳母稲荷神社

## 出身・ゆかりのある人物
- 田村元[44]（自民党衆議院議員、労働大臣、運輸大臣、通産大臣、衆議院議長[44]）
- 田村憲司（日本土建名誉会長、自民党衆議院議員田村憲久の父）
- 田村秢（弁護士、衆議院議員、三重県会議員、同議長）[45] - 戦前に大政翼賛会三重県協力会議長、同中央協力会議員などをつとめた[45]。

## その他

### 日本郵便
- 郵便番号 : 515-0033[5]（集配局：松阪郵便局[46]）。